# Nico Paufler
Nico Marco Paufler (8 de junio de 1998) es un deportista alemán que compite en piragüismo en las modalidades de aguas tranquilas y maratón.
Ganó una medalla de bronce en el Campeonato Mundial de Piragüismo de 2023, en la prueba de K1 5000 m. Además, consiguió una medalla de plata en la prueba de media maratón de los Juegos Mundiales de 2022.

## Palmarés internacional
| Campeonato Mundial | Campeonato Mundial   | Campeonato Mundial | Campeonato Mundial |
| Año                | Lugar                | Medalla            | Competición        |
| ------------------ | -------------------- | ------------------ | ------------------ |
| 2023               | Duisburgo (Alemania) | Medalla de bronce  | K1 5000 m          |